# Virat Kohli
Virat Kohli (devanāgarī: विराट कोहली, uttalas ʋɪˈɾɑːʈ ˈkoːɦliː), född 5 november 1988 i New Delhi, Indien, är en indisk professionell cricketspelare och före detta kapten för Indiens herrlandslag i cricket. Utöver landslaget spelar han även för Delhi i inhemsk cricket, samt Royal Challengers Bangalore i Indiska Premier League. Kohli är en högerhänt slagman och anses av många vara en av de bästa slagmännen genom tiderna. Han håller även rekordet för att ha slagit flest 100-poängare (centuries) i ODI-cricket. Kohli var en del av Indien-laget som vann Cricket-VM 2011, ICC Champions Trophy 2013, ICC T20-VM 2024 samt Champions Trophy 2025. 